# 陳時範
陳時範（1512年—？），字敷疇，号望川，福建福州府長樂縣人，民籍，明朝政治人物。

## 生平
嘉靖十六年（1537年）丁酉科福建鄉試第二十三名舉人。嘉靖二十年（1541年）中式辛丑科會試第四十名，登第二甲第六十名進士。历任户部主事、员外郎、刑部郎中、夔州府知府，升雲南按察司副使，隆慶三年（1569年）正月升山西行太仆寺卿，四年六月升四川布政使司左参政，五年正月升云南按察使，四月升右布政使，五年十一月进左布政使。

## 著作
著有《世槐堂录》、《狮江集》二卷。

## 家族
曾祖陳塾；祖父陳昌朝，封南京工部郎中；父陳文沛，行太僕寺卿。母謝氏（封宜人）。具庆下。兄時漸、時道。

## 故居
陈时范故居位于古槐镇井门村天马山，为县（市）级文物保护单位。